# Ворме
Ворме (пол. Wormie, нім. Wormen) — село в Польщі, у гміні Гурово-Ілавецьке Бартошицького повіту Вармінсько-Мазурського воєводства.